# El Ánima Palenquera
Pour plus de détails, voir Fiche technique et Distribution.
El Ánima Palenquera est un film réalisé en 1994.

## Synopsis
El Ánima Palenquera aborde le sujet des rites et des croyances de la population de San Basilio de Palenque, en Colombie.

## Fiche technique
- Réalisation : Teresa Saldarriaga
- Production : Yuma Vídeo Cine
- Recherches : Clara Inés Guerrero - Movimiento Cimarrón
- Image : Daniel Valencia
- Son : Hipólito Mendoza
- Montage : César Barreto